# Wilsonia humilis
Wilsonia humilis är en vindeväxtart som beskrevs av Robert Brown. Wilsonia humilis ingår i släktet Wilsonia och familjen vindeväxter. Inga underarter finns listade i Catalogue of Life.